# Everclear (Spirituose)

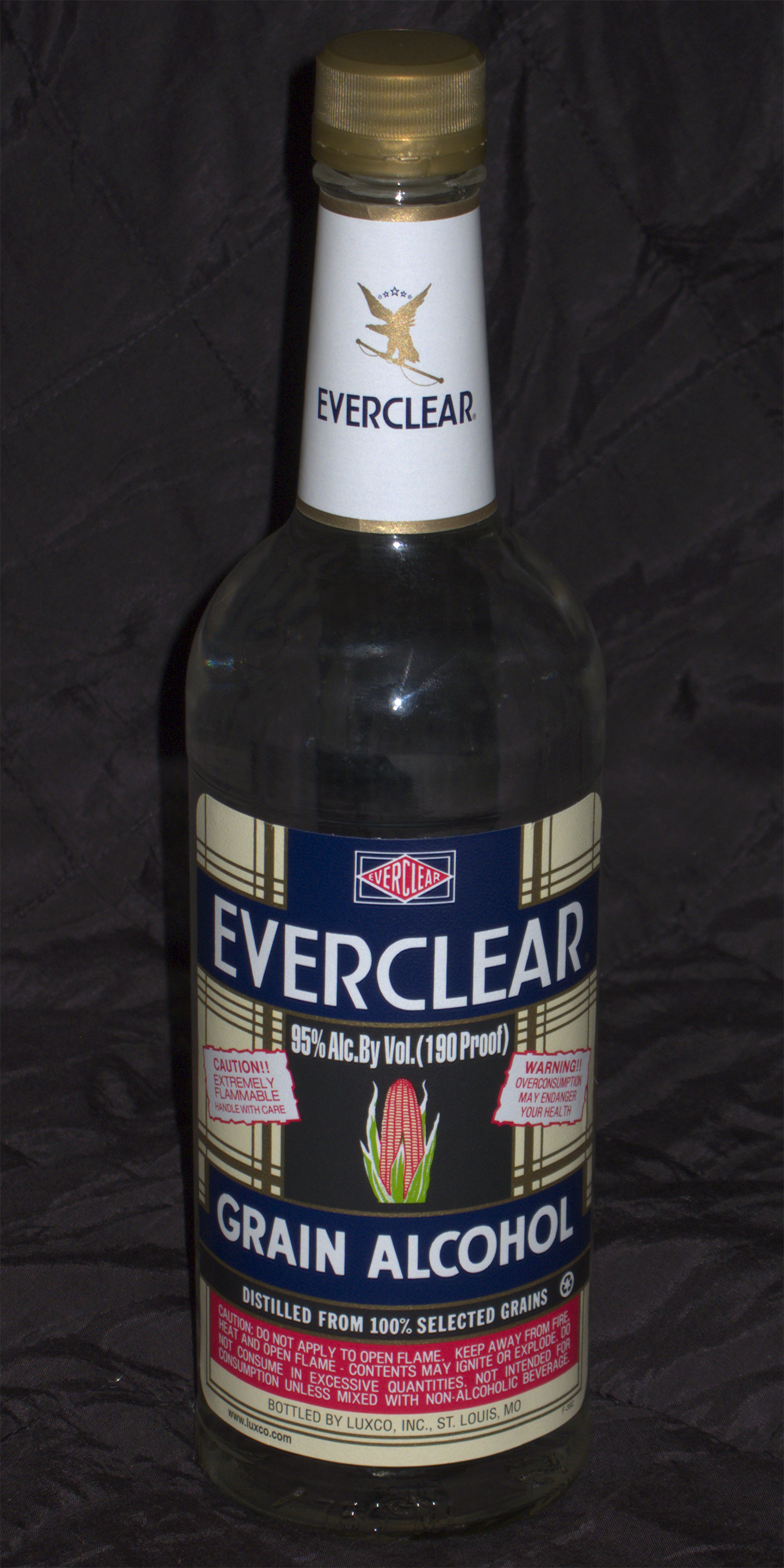

Everclear ist ein Markenname für reinen Ethylalkohol zum Trinken in den USA; dort ist der Begriff berüchtigt. Es gibt ihn mit 60 %, 75 % und 95 % Alkoholgehalt. Letzteres liegt nahe an der azeotropen Zusammensetzung von Alkohol und Wasser (96,5 Vol.-% Ethanol) und somit an der Grenze, auf die man Alkohol aufdestillieren kann.
Vergleichbar ist Alcool Puro in Italien.

## Popkultur
- Die amerikanische Rockband Everclear trägt den Namen. Sänger Art Alexakis nannte es auch englisch pure white evil, was auch der Arbeitsname des Albums So Much For The Afterglow war.
- In dem Rapsong Ever So Clear von 1991 erzählt Bushwick Bill von den Geto Boys die Geschichte einer langen Nacht, in der er Everclear trinkt und Angel Dust konsumiert und sich beim Selbstmordversuch ein Auge ausschießt.[1]
- Roger Creager singt im „The Everclear Song“ von 1998 darüber.[2]